# 卡洛塔·坎比
卡洛塔·坎比（義大利語：Carlotta Cambi，1996年5月28日—），意大利女子排球运动员。她曾代表意大利国家队参加2024年夏季奥林匹克运动会女子排球比赛，获得一枚金牌。